# Musa Impassível

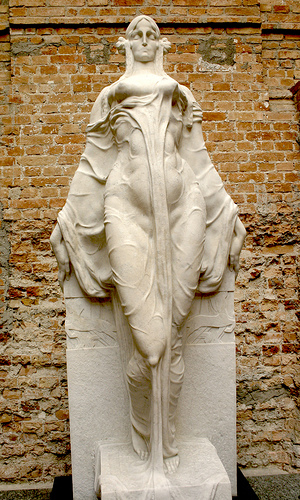
Escultura Musa Impassível (Francisca Júlia) de Victor Brecheret, exibida na Pinacoteca do Estado. Créditos: Leandro Lanzoni.

Musa Impassível é uma estátua esculpida em mármore carrara por Victor Brecheret, um dos grandes mestres do modernismo brasileiro.
Inspirada no Poema "Musa Impassível"  de Francisca Júlia, tem 2,80 de altura e pesa 3 toneladas.

## História
Em 1920, no enterro da poetisa Francisca Júlia, os futuros revolucionários da Semana de Arte Moderna que ali compareceram - Oswald de Andrade, Menotti Del Picchia, Guilherme de Almeida, Martins Fontes, Paulo Setúbal, Ciro Costa (que falou à beira-túmulo) e Di Cavalcanti, entre outros - decidem homenageá-la com um mausoléu.
No dia 08 de novembro, durante a missa de 7º dia, é aprovado por Freitas Vale na Câmara dos Deputados o Projeto 44-20, mandando o Governo do Estado erguer um túmulo comemorativo para Francisca Júlia e, com essa finalidade, abrindo o crédito de 15 contos de réis.
Dão parecer favorável ao projeto, na Câmara, em 17 de dezembro, Mário Tavares, Júlio Prestes e Azevedo Júnior, e no Senado, em sessão de 23 do mesmo mês, Luis Piza defende a proposição, que é logo convertida em lei.
Menotti Del Picchia, em crônica de 10 de novembro de 1923, no Correio Paulistano (sob o habitual pseudônimo de Hélios), discorre sobre a notável escultura "que se ergue hoje, no Cemitério do Araçá (...). É a Musa Impassível, um mármore (..) criado pelo cinzel triunfal de Victor Brecheret. (...) Na augusta expressão dos seus olhos, do seu busto erecto, das suas mãos ritmicas, há toda a grandeza e a beleza daquela musa impassível da formidável parnasiana que concebeu e realizou a "Dança das Centauras". O estatuário foi bem digno da poetisa.
A escultura estava sobre o terreno perpétuo nº 9 (concedido a Júlio César da Silva) da quadra 6-A, e era uma das 80 obras catalogadas do Araçá, espalhadas entre túmulos e mausoléus antigos. Foi redescoberta por acaso, em 1992, por Sandra Brecheret, filha do escultor, durante uma ida ao cemitério. Ao pesquisar, Sandra descobriu que foi o próprio presidente Washington Luís quem pagou Brecheret para esculpir a obra, num encontro em Paris.
Em 2006 a escultura de mármore, danificada por muitos anos de chuva ácida, foi levada para a Pinacoteca de São Paulo para restauração e exibição pública.
Segundo a historiadora e coordenadora do projeto, Márcia Camargos, seria incabível manter esta preciosa recuperação longe dos olhos do público. Ela ainda esclarece que uma réplica, feita em outro material,substituiu a peça original no Cemitério do Araçá.